# 葡萄牙—塞爾維亞關係
葡萄牙－塞爾維亞關係可追溯至1917年。葡萄牙在贝尔格莱德设有大使馆，塞尔维亚在里斯本也有大使馆。尽管葡萄牙支持科索沃的独立,但是塞尔维亚总理米尔科·茨韦特科维奇还是渴望改善双边合作。此外，葡萄牙支持塞尔维亚加入欧盟。

## 历史
1917年10月19日，葡萄牙与塞尔维亚王国建立外交关系。南斯拉夫王国成立后，两国关系依然继续保持。1941年葡萄牙承认了被德国占领后产生的南斯拉夫流亡政府。南斯拉夫社会主义联邦共和国在第二次世界大战后于1945年掌权，但是直到1974年葡萄牙康乃馨革命后两国才建立外交关系。在南斯拉夫联邦共和国期间以及在南斯拉解体后，葡萄牙与之一直保持着关系，虽然南斯拉夫后来改名为塞尔维亚和黑山，并在黑山于2006年7月宣布独立后改名为塞尔维亚共和国。
1999年4月，葡萄牙参加了北约轰炸机从意大利阿维亚诺空军基地起飞对塞尔维亚的轰炸。1999年，作为北约维和行动的一部分，葡萄牙还向科索沃提供了军队。1999年4月，塞尔维亚就葡萄牙在南斯拉夫联邦共和国使用武力向国际法院提出申诉。截至2007年，葡萄牙在科索沃仍有大约300名士兵。